# Heinz Ziegler
Pour les articles homonymes, voir Ziegler.
Heinz Ziegler né le 19 mai 1894 à Darkehmen, arrondissement de Darkehmen (de), et mort le 21 août 1972 à Gottingue est un General der Artillerie allemand qui a servi au sein de la Heer dans la Wehrmacht pendant la Seconde Guerre mondiale.
Il a été récipiendaire de la croix de chevalier de la Croix de fer. Cette décoration est attribuée pour récompenser un acte d'une extrême bravoure sur le champ de bataille ou un commandement militaire accompli avec succès.

## Biographie
Heinz Ziegler est le fils du propriétaire de l'usine Ernst Ziegler, décédé le 25 décembre 1908, et de son épouse Louise, née Leidreiter. Après son baccalauréat, il s'engage le 5 septembre 1912 dans l'armée prussienne en tant que porte-drapeau. Il est affecté au 15e régiment d'artillerie à pied.

## Décorations
- Croix de fer (1914)
  - 2e Classe
  - 1re Classe
- Croix de chevalier de l'Ordre Royal de Hohenzollern avec Glaives
- Croix d'honneur
  - Agrafe de la Croix de fer (1939)
  - 2e Classe (11 juin 1940)
  - 1re Classe (25 juin 1940)
- Ordre de Michel le Brave 3e Classe (7 mai 1943)
- Croix allemande en Or (26 janvier 1942)
- Croix de chevalier de la Croix de fer
  - Croix de chevalier le 16 avril 1943 en tant que Generalleutnant et commandant du Kampfgruppe/Stab Heersegruppe Afrika, stellv. Führer 5.Panzer-Armee[1]
- Bande de bras Afrika